# Inview Technology
Inview Technology (ou Inview Technology Ltd) est une compagnie britannique se spécialisant dans EPGs avancé pour la Télévision numérique. Leur EPG pour la Smart TV (Télévision connectée) est inhabituel : l'émission de télévision et le contenu Internet sont simultanément accessibles au téléspectateur. 
Inview est associée avec les compagnies comme Top Up TV et Teletext Ltd. Le fondateur Ken Austin (qui est Gallois) est un expert en champ d'EPG.
Inview Technology a des détaillants dans un certain nombre de pays, dont: l'Espagne, l'Italie, l'Allemagne, la France, la Pologne et l'Australie,,. En France, leurs partenaires incluent : Carrefour, Boulanger, CGV et LEMA.

## Liberator 3
En octobre 2012, Inview a développé "Liberator 3", une plate-forme de cloud computing OTT pour les fournisseurs de télévision payante, les entreprises de télécommunications et les fournisseurs de services Internet.